# Tadeusz Bujnicki
Tadeusz Józef Bujnicki (ur. 14 lutego 1933 w Wilnie) – literaturoznawca, nauczyciel akademicki, profesor zwyczajny, pracownik naukowy Uniwersytetu Jagiellońskiego (w l. 1955–1973 oraz 1986–2003), Uniwersytetu Śląskiego (w l. 1973–1986), Wyższej Szkoły Pedagogicznej w Rzeszowie (w l. 1996–1999) a także Uniwersytetu Wileńskiego (w l. 1993–1996), gdzie współtworzył Katedrę Filologii Polskiej. Pracownik naukowy Wydziału Artes Liberales Uniwersytetu Warszawskiego (od 2008). Założyciel i kierownik (2000-2003) Katedry Kultury Literackiej Pogranicza na Wydziale Polonistyki UJ. Kierownik Zakładu Literatury Polskiej na Obczyźnie w Instytucie Badań Polonijnych UJ w latach 1991–1993. Honorowy Profesor Uniwersytetu Opolskiego. Członek Komitetu Nauk o Literaturze PAN (od 1972 z przerwami; w latach 2008–2016 przewodniczący Komisji ds. Polonistyki Zagranicznej) oraz kolegium redakcyjnego „Ruchu Literackiego” (od 1969). Przewodniczący Krakowskiego Komitetu Okręgowego Olimpiady Literatury i Języka Polskiego, a od 2004 Przewodniczący Małopolskiego Komitetu Okręgowego OLiJP. Przewodniczący honorowy od 2018. Członek PZPR (w l. 1955–1990) oraz członek Stowarzyszenia „Kuźnica”.

## Życiorys i zainteresowania naukowe
Absolwent studiów na UJ. Doktorat uzyskał na Uniwersytecie Jagiellońskim w 1964 (promotorem był Henryk Markiewicz), habilitację na UJ w 1973, tytuł profesora zwyczajnego w 1991. Odbył staże zagraniczne w Kijowie, Moskwie, Wiedniu, Paryżu (czterokrotnie, w tym na stypendium im. Brzękowskich i dwukrotnie stypendium PAU) oraz w Wilnie.
Współorganizator międzynarodowych sesji naukowych (m.in. „Ostatni Obywatele Wielkiego Księstwa Litewskiego” [2002]; „Sienkiewicz jako składnik tożsamości narodowej. Z kim i przeciw komu” [Warszawa – Kiejdany – Łuck, 2003–2004]; ”Obrazy Wilna” [Wilno, 2004]). Kierownik kilku projektów badawczych dotyczących kultury i literatury pogranicza północno-wschodniego. Kierownik zbiorowych projektów badawczych „Życie Literackie Wilna i Wileńszczyzny w latach 1831–1941” (1995–1997), „Literatura Wielkiego Księstwa Litewskiego na pograniczu kultur. Świadomość odrębności i wspólnoty” (1999–2002), „Żagary. Monograficzny opis grupy” (2005–2007) oraz projektu badawczego NCN „Henryk Sienkiewicz. Obecność w kutrze polskiej XX wieku. Polskość i nowoczesność. Recepcja i nowe odczytania” (2013–2019).
Wychowawca pokoleń polonistów. Badacz twórczości Henryka Sienkiewicza i Władysława Broniewskiego, a także grupy poetyckiej Żagary. Inne jego zainteresowania naukowe koncentrują się wokół problematyki dawnego Wielkiego Księstwa Litewskiego, powieści historycznej oraz pograniczy kulturowych.
Autor 16 książek oraz ponad 300 publikacji naukowych i popularno-naukowych, w tym podręczników szkolnych (Pozytywizmu dla II klasy szkoły średniej i podręcznika dla X klasy szkół z polskim językiem nauczania na Litwie) i akademickich. Jest również redaktorem i współredaktorem kilkudziesięciu książek naukowych. Wśród wypromowanych przez niego doktorów znaleźli się: Krystyna Kłosińska (1985), Stefan Szymutko (1991), Paweł Bukowiec (2003).
Jest synem Teodora Bujnickiego (1907–1944), wileńskiego poety, współzałożyciela grupy poetyckiej Żagary. Mieszka w Wadowicach.

## Odznaczenia i nagrody
Odznaczony Krzyżem Oficerskim Orderu Odrodzenia Polski (2002). Uhonorowany litewską nagrodą im. Algisa Kaledy (2019). Odznaczony Krzyżem Kawalerskim Orderu Za zasługi dla Litwy (2020).

## Wybrane publikacje autorskie
- Pierwszy okres twórczości Henryka Sienkiewicza, Kraków 1968.
- O poezji rewolucyjnej: szkice i sylwetki, Katowice 1978.
- Sienkiewicz i historia: studia, Warszawa 1981.
- Pozytywizm: podręcznik literatury dla klasy drugiej szkoły średniej, Warszawa 1991-2002 (11 wydań).
- Sienkiewicza "Powieści z lat dawnych": studia, Kraków 1996.
- Starożytność, Średniowiecze, Odrodzenie. Podręcznik literatury dla kl. XI szkół średnich na Litwie, Kaunas 1996, wyd. II popr. Kaunas 2003.
- Szkice wileńskie: rozprawy i eseje, Kraków 2002.
- Pozytywista Sienkiewicz: linie rozwojowe pisarstwa autora "Rodziny Połanieckich", Kraków 2007.
- W Wielkim Księstwie Litewskim i w Wilnie, Warszawa 2010.
- Na pograniczach, kresach i poza granicami: studia, Białystok 2014.
- Sześć szkiców o Zagłobie i inne studia sienkiewiczowskie, Warszawa 2014
- Trylogia w kontekstach, Kraków 2019.
- Apie literaturinę „Żagaru” grupę ir ne tik, Vilnius 2018 (w j. litewskim).

## Redakcja i współredakcja (wybrane)
- Problemy odbioru i odbiorcy: studia, Wrocław 1977 (współredaktor).
- Pisarz na obczyźnie: praca zbiorowa, Wrocław-Kraków 1985 (współredaktor).
- Przełom antypozytywistyczny w polskiej świadomości kulturowej końca XIX wieku, Wrocław 1986 (współredaktor).
- Vilnius ir romantizmo kontekstai. Wileńskie konteksty romantyczne, Vilnius 1996 (współredaktor).
- Życie literackie i literatura w Wilnie XIX-XX wieku, Kraków 2000 (współredaktor).
- Poezja i poeci w Wilnie lat 1920-1940: studia, Kraków 2003 (współredaktor).
- Ostatni obywatele Wielkiego Księstwa Litewskiego, Lublin 2005 (współredaktor).
- Henryk Sienkiewicz w kulturze polskiej, Lublin 2007 (współredaktor).
- Po co Sienkiewicz? Sienkiewicz a tożsamość narodowa - z kim i przeciw komu? Warszawa-Kiejdany-Łuck-Zbaraż-Beresteczko, Warszawa 2007 (współredaktor).
- Wilno literackie na styku kultur, Kraków 2007 (współredaktor).
- Żagary: środowisko kulturowe grupy literackiej, Kraków 2009 (współredaktor).
- Kultura pogranicza wschodniego: zarys encyklopedyczny, Warszawa 2011 (współredaktor).
- Teodor Bujnicki: ostatni bard Wielkiego Księstwa Litewskiego, Białystok 2012 (współredaktor).
- Wokół "W pustyni i w puszczy": w stulecie pierwodruku powieści, Warszawa 2012 (współredaktor).

Seria wydawnicza: „Sienkiewicz – nowe odczytania” (współredaktor J. Axer), 9 tomów (2014-2019).
Dla „Biblioteki Narodowej” opracował: Henryka Sienkiewicza: Wybór nowel i opowiadań (1979, 4 wydania), Krzyżacy (1990), Bez dogmatu (2002, 2 wydania), Ogniem i mieczem (2023; wstęp), a także Wybór wierszy Władysława Broniewskiego (2014), Żagary. Antologia poezji (2019; wstęp).